# The Doors in concert
The Doors in concert is een album met liveconcerten van The Doors uit de periode 1968-1970. De opnames verschenen eerder verschenen op de elpees Absolutely live, Alive she cried en Live at the Hollywood Bowl behalve het nummer The end.

## Inhoud

### CD 1
1. House announcer (2:42)
2. Who do you love (medley):
  1. Alabama song (Whiskey bar) (1:51)
  2. Back door man(2:22)
  3. Love hides (1:49)
  4. Five to one (4:35)
3. Build me a woman (3:33)
4. When the music’s over (14:50)
5. Universal mind (4:55)
6. Petition the Lord with prayer (0:53)
7. Dead cats, dead rats (1:53)
8. Break on through ((4:42)
9. The celebration of the lizard:
  1. Lions in the street (1:14)
  2. Wake up (1:24)
  3. A little game (1:10)
  4. The hill dwellers (2:40)
  5. Not to touch the earth (4:14)
  6. Names of the kingdom (1:25)
  7. The palace of exile (2:21)
10. Soul kitchen (7:16)

### CD 2
1. Roadhouse blues (6:13)
2. Gloria (6:18)
3. Light my fire (9:45)
4. You make me real (3:04)
5. Texas radio and the big beat (1:52)
6. Love me two times (3:18)
7. Little red rooster (7:06)
8. Moonlight drive (inclusief Horse latitudes) (5:33)
9. Close to you (5:26)
10. Unknown soldier (4:25)
11. The end (15:42)

## Songwriters
Alle nummers werden geschreven door The Doors, behalve:
- Who Do You Love: E. McDaniel
- Alabama Song (Whiskey Bar): Kurt Weill/Bertolt Brecht
- Back door Man: Willie Dixon/Chester Burnett
- Gloria: Van Morrison
- Little Red Rooster: Willie Dixon
- Close To You: Willie Dixon

Jim Morrison · Robby Krieger · Ray Manzarek · John Densmore